# Venezia (Adriano Spilimbergo)
Venezia è un dipinto di Adriano Spilimbergo. Eseguito verso il 1950, appartiene alle collezioni d'arte della Fondazione Cariplo.

## Descrizione
La città è vista dai Giardini della Biennale; gli edifici non sono che una linea di divisione fra il mare e il cielo, in un'atmosfera dominata da toni freddi e chiari.